# Theodor Magnus Fries

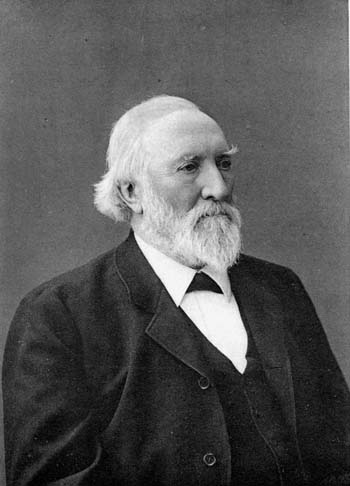
Theodor Magnus Fries

Theodor (Thore) Magnus Fries (* 28. Oktober 1832 im Kirchspiel Femsjö, Jönköpings län; † 29. März 1913 in Uppsala) war ein schwedischer Botaniker. Sein offizielles botanisches Autorenkürzel lautet „Th.Fr.“; früher war auch das Kürzel „Th.Fries jr.“ in Gebrauch.

## Leben und Wirken
Der Sohn des Botanikers Elias Magnus Fries (1794–1878) begann 1851 ein Studium an der Universität Uppsala. Bereits 1853 wurde er Assistent am dortigen Botanischen Garten und des Museums. 1857 wurde er Dozent der Botanik, 1862 Adjunkt derselben sowie der Ekonomie. Fries, seit 1865 Mitglied der Königlich Schwedischen Akademie der Wissenschaften, wurde 1877 zum Professor für Botanik ernannt und beschäftigte sich intensiv mit Flechten. Er amtierte von 1893 bis 1899 als Rektor der Universität Uppsala. Von 1902 bis 1903 schrieb er eine zweibändige Biographie über Carl von Linné (1707–1778).

## Schriften (Auswahl)
- Monographia Stereocaulorum et Pilophororum. 1858.
- Lichenes arctoi Europae Groenlandiaeque hactenus cogniti. 1860.
- Lichenographia Scandinavica sive dispositio lichenum in Dania, Suecia, Norvegia, Fennia, Lapponia, rossica hactenus collectorum. 1871–1874.
- Linné: Lefnadsteckning. 2 Bände. Stockholm 1903.
- Skandinaviens tryfflar och tryffelliknande svampar. In: Svensk Botansk Tidskrift. Band 3, 1909, S. 223–300 (online).
- Johann Beckmanns Schwedische Reise 1765–1766. (= Uppsala universitets årsskrift Band 2) Almqvist & Wiksell, Upsala 1911 (online).